# 小礒岳人
小礒 岳人（こいそ たけひと、1981年8月23日 - ）は、日本の男性声優、ナレーターである。 東京都八王子市出身。

## 来歴
かつて九プロダクション、オフィスもり、元氣プロジェクト、マック・ミック、ダーナ・ワークスに所属していた。
2022年5月1日付けで、ダーナ･ワークスに所属となった。
2025年3月31日付けでダーナ･ワークスを退所を自身のSNSにて報告。

## 出演
太字はメインキャラクター。

### テレビアニメ
- IZUMO -猛き剣の閃記-（悪霊）
- 焼きたてジャぱん（黒服）
- Over Drive（選手B）
- 鉄子の旅（ガヤ）
- ボブと魔法のソリ（ブルー）

### 劇場アニメ
- 劇場版 NARUTO -ナルト- 大激突!幻の地底遺跡だってばよ（ガヤ）

### ゲーム
- BLESS（マルコ）
- 龍が如く7 光と闇の行方（2020年）
- MARVEL SNAP[3]
- 龍が如く8（2024年）[4]
- 龍が如く8外伝 Pirates in Hawaii（2025年）

### パチンコ
- パチスロ：龍が如く 見参! 天照祇園編（龍之富士）

### CDドラマ
- ミス・キャスト14 最終章 決断の時（田中明夫）

### 吹き替え
- スパイダーマン
- FBI 失踪者を追え!（ケビン）
- 始皇帝列伝ファーストエンペラー（張良）
- 大統領のカウントダウン（陸軍将軍）
- マーダー・フィルム（サリー）
- 幸せになるための10のバイブル（ジーザス）
- そんな彼なら別れさせます！（リック）
- エンジェル・ゲーム（ペドロ）
- ラビリンス 前・後編（ポール）
- ZIPPER/ジッパー エリートが堕ちた罠（秘書 他）
- トラベラーズ（デビット・メイラー）
- バウンティ・ハンターズ（ベベ）
- オザークへようこそ（8話ゲスト スコッティ）
- HOMELAND（テレビドラマ）（シーズン6）

### ナレーション
- 旭化成「イヒ分社」CM
- 月刊少年ファングCM
- モルトベーネ「CHESS」
- ダルビッシュ有「“軌跡”〜Keep the faith」
- ブラック・アンド・デッカー「GYROスクリュードライバー」
- 「エヴァンゲリオン×美少女写真展メイキングSP」
- 「MLB.COM JAPAN CONFIDENTIAL」
- BSスカパー「ねこばんっ」
- 「King of k-pop」
- BSスカパー「コレみよっ」
- BMWサービスラウンジ 紹介動画

### ボイスオーバー
- 「日曜ビッグバラエティ 世界7大ミステリー人体の軌跡SP」
- NHK英雄たちの選択「信長は本当に天下を狙ったのか〜新発見・幻の上洛計画」（信長）
- 「ハイテク兵器革命」
- 「現代の脅威」
- 「古代をめぐる冒険」
- 「権力者達の帝国」
- 「UFOファイル」
- 「メガ・ムーバーズ」
- 「LOST WORLD」